# おちゃのまLive さんスタ!
『おちゃのまLive さんスタ！』（おちゃのまライブ さんスタ）は、高知さんさんテレビで毎週土曜の12時00分から12時55分（JST）に放送されていた情報番組である。

## 概要
2015年9月まで放送されていた『サタ★マガ』に代わる番組として2015年10月に放送開始。放送時間も55分に拡大し、取り上げる話題も拡張した。
2018年9月1日放送分で、2018年9月22日で番組を終了し、2018年10月5日より「プライムこうちF」の放送が始まることを発表した。

## 出演者

### 司会者
- 合田泰吾 （さんさんテレビアナウンサー）

### 中継リポーター
- 藤尾悠 （さんさんテレビアナウンサー、2018年4月7日 - )

### コーナー進行、出演者
- 三山ひろし
- ジャアバーボンズ（JaaBourBonz）
- 山崎晴香
- MARI（なめたらいかんぜよ。MARI）
- 石井愛子（さんさんテレビアナウンサー）
- 河野真歩（放送当時2017年ミス高知大を取った高知大学生、現高知放送アナウンサー）

### 過去の出演者
- 玉井新平 （さんさんテレビアナウンサー） - 報道に専任するため、2018年3月31日をもって降板。
- 山下耀子 - 現在はホリプロ所属の上、活動拠点を東京に移している。
- 和田早矢 （さんさんテレビアナウンサー） - 2018年8月11日をもって降板。また、降板挨拶時に2018年9月末で高知さんさんテレビを退社することを発表した。

## 主なコーナー
突撃グルメハンター
『サタ☆マガ』の「イチオシ」の実質的な後継企画。高知市内（主に帯屋町)で一般人に街頭インタビューを行い、毎回テーマに応じたおすすめの飲食店を聞き込み、実際にその店を訪問し、おすすめメニューを紹介するコーナー。タイトルに「突撃」とあるように基本的に店には事前連絡なしで交渉した上で訪問している（そのため、取材拒否の店や撮影した日が定休日である店もしばしば出てくる）。
OMAN何しに来たがぞね!
三山ひろしが、高知で働いている外国人宅へ訪問するコーナー。言わばテレビ東京のとある人気番組の高知版。
サイコロ振って値切りまSHOW!
藤尾アナが県内にある（主に高知市内）店やイベント会場に出向き、サイコロを振って値引き交渉をするコーナー。サイコロはフジテレビで放送されていた『ライオンのごきげんよう』で使われたものと同じ角が丸みを帯びたデザインで、3→2→1と数字が小さくなるほど安くなるように設定されてある。数字以外にも「当」と書いてある当たり目のマスがあり、その目で止まると視聴者は対象商品を値切り交渉した値段で購入することが出来る（ただし、『さんスタ』を観たことを主張しなければならない）。なお、当たり目が出たときは『ぴったんこカン・カン』のクイズで正解したときのようなチューブラベルのファンファーレが鳴る。
日帰り温泉ツアーズ
レポーターのMARIとジャアバーボンズのボーカル2人が、高知県内及び県外の日帰りで楽しめる温泉とその周辺のグルメを紹介。MARIは温泉ソムリエの資格を持っていて、そのミニ知識を披露していた。時々、ジャアバーボンズの他のメンバーも参加することがあった。
ぶろぐるグルメ
高知県内にいるグルメブログを書くブロガーとレポーターが店を紹介するグルメコーナー。
家事場の女子力
レポーターの山崎春香が料理の先生に習う料理コーナー。山崎は息子との親子共演もあった。
べつばらスイーツ
日本全国のお取り寄せできるスイーツを紹介し、視聴者プレゼントも行っていた。元高知さんさんテレビアナウンサー和田早矢が、薔薇を片手にコーナーを進行していた。
お助けさん
高知県内で困ってる人を募集して助けるコーナー。最終回では、不法投棄されているゴミをレギュラー全員で掃除していた。

## テーマ曲
- 「Dan Dan Dan」 - コアラモード.